# Николенко, Николай Михайлович
Николай Михайлович Николенко (17 [29] июня 1855 — после 1920) — инженер-генерал Российской императорской армии, участник русско-турецкой и русско-японской войн. С 1911 по 1914 год — комендант Кронштадтской крепости, с 1914 по 1917 год — Санкт-Петербургский (Петроградский) комендант.

## Биография
Николай Николенко родился 17 июня 1855 года. По вероисповеданию был православным. Окончил Санкт-Петербургскую классическую гимназию.
16 сентября 1872 года поступил юнкером в Николаевское инженерное училище, из которого выпущен 4 августа 1875 года подпоручиком в 4-й сапёрный батальон, с прикомандированием к лейб-гвардии Сапёрному батальону. 26 апреля 1877 года переведён в лейб-гвардии Сапёрный батальон с переименованием в прапорщики гвардии. В рядах батальона принял участие в Русско-турецкой войне 1877—1878 годов. За отличия в боях под Горным Дубняком и Телишем, при взятии Правецкой позиции и города Этрополя, а также за переход через Балканы награждён тремя боевыми орденами.
Произведён в поручики со старшинством с 20 апреля 1880 года, в штабс-капитаны — с 14 апреля 1888 года, а в капитаны — с 30 августа 1890 года. В течение 7,5 лет командовал ротой. 17 апреля 1894 года произведён в полковники и назначен младшим штаб-офицером лейб-гвардии Сапёрного батальона. 22 декабря того же года получил в своё командование Гренадерский сапёрный батальон. По воспоминаниям военного историка, последнего командира лейб-гвардии Сапёрного полка Г. С. Габаева, после училища служившего в Гренадерском сапёрном батальоне, полковник Николенко был строгим и требовательным командиром, «маленьким Аракчеевым», под руководством которого офицеры проходили серьёзную служебную школу. 4 сентября 1903 года «за отличие по службе» произведён в генерал-майоры и назначен начальником 2-й сапёрной бригады.

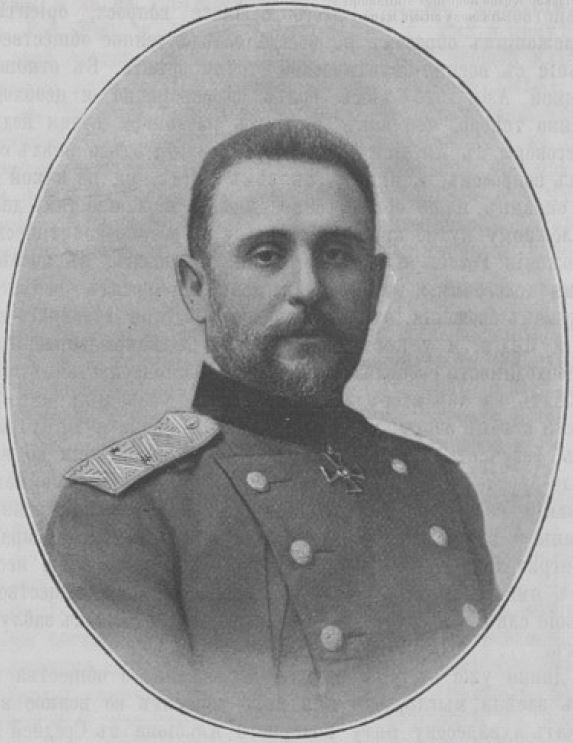
Генерал-майор Николенко, 1903—1904

Принял участие в Русско-японской войне. 13 октября 1904 года назначен инспектором инженеров 2-й Маньчжурской армии. Руководил работами по укреплению правого фланга Шахэйской позиции и правого фланга Сыпингайской позиции, а также Гунчжулинской и Куанчензской позиций. Участвовал в сражении при Сандепу 12—13 января 1905 года и в Мукденском сражении 5—27 февраля того же года, «за отличия в делах против японцев» награждён орденом Святого Станислава 1-й степени с мечами. В то же время главнокомандующий Н. П. Линевич в своём дневнике негативно оценил деятельность Николенко на посту инспектора:

Осматривал позиции у Гунчжулина. На левом фланге, у Куропаткина в 1-й армии, все позиции готовы и отлично закончены; во 2-й же армии позиции очень мало подготовлены. К сожалению, все это от малой распорядительности инспектора инженеров 2-й армии ген. Николенко, тогда как в 1-й армии князь Туманов отлично все окончил, и все потому, что Туманов умеет распорядиться.

Хорошо, что японцы нас не атаковали до сего времени, иначе нам пришлось бы очень плохо, особенно 2-й армии, на неподготовленных позициях.
— дневник Н. П. Линевича, 3 августа 1905 г.
7 декабря 1906 года Николай Михайлович Николенко назначен начальником 6-й сапёрной бригады, а 3 июня 1907 года — начальником 1-й сапёрной бригады. 6 декабря 1908 года «за отличие по службе» произведён в генерал-лейтенанты, а 9 декабря 1909 года зачислен в списки лейб-гвардии Сапёрного батальона. С 17 октября 1910 года по 5 марта 1911 года занимал должность инспектора полевых инженерных войск Петербургского военного округа, с 1 октября 1910 года по 1 октября 1911 года входил в состав членов военно-окружного совета. 5 марта 1911 года назначен комендантом Кронштадтской крепости и главным руководителем оборонительных работ в Кронштадте. В преддверии Первой мировой войны 23 марта 1914 года назначен Санкт-Петербургским (с августа 1914 — Петроградским) комендантом. Оставался на этом посту вплоть до Февральской революции, отвечая за порядок и дисциплину в столичном гарнизоне и охрану всех важнейших объектов города. 6 декабря 1914 года «за отличие по службе» произведён в инженер-генералы.
2 апреля 1917 года генерал Николенко уволен от службы, с мундиром и пенсией. После отставки переехал в посёлок Тайнинки под Москвой. Около 1922 года Николай Михайлович Николенко пропал без вести. С 23 апреля 1883 года был женат на дочери протоиерея Морского училища Елене Капитоновне Белявской (1862—?) и имел 3 детей.

## Награды
Николай Михайлович Николенко был удостоен следующих орденов:
- орден Белого орла (6 сентября 1915);
- орден Святого Владимира 2-й степени (1913);
- орден Святой Анны 1-й степени (1911);
- орден Святого Станислава 1-й степени с мечами (1905);
- орден Святого Владимира 3-й степени (1896);
- орден Святого Владимира 4-й степени (1894);
- орден Святой Анны 2-й степени (1891);
- орден Святого Станислава 2-й степени (1888);
- орден Святой Анны 3-й степени с мечами и бантом (1878);
- орден Святого Станислава 3-й степени с мечами и бантом (1878);
- орден Святой Анны 4-й степени с надписью «За храбрость» (1877);
- орден Князя Даниила I 3-й степени (Черногория, 1890);
- крест «За переход через Дунай» (Румыния, 1879).